# 罗纳德·多米尼克
罗纳德·多米尼克（英文：Ronald Dominique，1964年1月9日—），居住于美国路易斯安那州霍玛，同性恋与连环杀手。1997年—2006年12月1日被捕时强奸与谋杀至少23名男性，受害者皆为同性恋酒吧内的性服务工作者。2008年9月23日，罗纳德·多米尼克因涉嫌多重谋杀罪以及强奸罪被判处8个终身监禁。